# 异毛茶藨子
异毛茶藨子（学名：Ribes himalense var. trichophyllum）为虎耳草科茶藨子属下的一个变种。

## 扩展阅读
- 維基物種上的相關：异毛茶藨子